# اندینس
اندینس (به لاتین: Andenes) یک منطقهٔ مسکونی در نروژ است که در ISO 3166-2:NO واقع شده‌است.